# Premio Herman Feshbach en Física Nuclear Teórica
El Premio Herman Feshbach en Física Nuclear Teórica (en inglés: Herman Feshbach Prize in Theoretical Nuclear Physics) es un premio otorgado anualmente por la American Physical Society para reconocer e incentivar los logros en física nuclear teórica. El premio de 10 000 dólares se entrega en honor a Herman Feshbach, del MIT. Desde su fundación en 2014, se puede entregar a una única persona o compartirse entre dos o tres personas si son coautores del mismo logro.

## Ganadores del premio
- 2014: John W. Negele
- 2015: Larry McLerran
- 2016: Xiangdong Ji
- 2017: Joseph Carlson
- 2018: Edward Shuryak
- 2019: Barry R. Holstein
- 2020: Ubirajara van Kolck